# Escut de Santa Perpètua de Mogoda
L'escut oficial de Santa Perpètua de Mogoda té el següent blasonament:
Escut caironat: d'argent una palma de gules posada en pal enfilant una corona de llorer de sinople; la filiera de gules. Per timbre una corona mural de poble.

## Història
Va ser aprovat el 21 d'abril de 1983 i publicat al DOGC el 25 de maig del mateix any amb el número 331.
La palma i la corona de llorer són els atributs de santa Perpètua màrtir, patrona del poble.